# Henri Faas
Henri Faas (* 8. September 1926 in Amsterdam; † 5. September 1990 in Den Haag; auch Henry Faas) war ein niederländischer Journalist und Autor.

## Leben
Faas begann seine Zeit als Journalist 1946 bei der Tageszeitung de Volkskrant. Nach seinem Militärdienst in den Jahren 1947/48 war er von 1948 bis 1950 für diese Zeitung als Assistent-Korrespondent in London tätig. Anschließend wechselte Faas zu der in Den Haag ansässigen Parlamentsredaktion, wo er im Jahr 1957 unbeabsichtigt niederländische Pressegeschichte schrieb. Faas veröffentlichte die wesentlichen Teile der Thronrede von Königin Juliana im Voraus, was für vier Kabinettssitzungen und eine einjährige Aussperrung Faas von sämtlichen Regierungseinrichtungen sorgte, die allerdings vorzeitig aufgehoben wurde. Dieser Vorfall, dem aufgrund der jahrzehntelangen journalistischen Unantastbarkeit des Königshauses eine besondere Schwere zugemessen wurde, führte schließlich im Jahr 1960 zur Gründung des Raad voor de Journalistiek, einer Institution, die ungefähr dem Deutschen Presserat entspricht.
In jenem Jahr erhielt Faas in de Volkskrant eine eigene Rubrik mit dem Namen „Parlementaria“, in der er unter dem Pseudonym „Wandelganger“ mit etwas größerer journalistischer Freiheit schreiben konnte und die zu einem Markenzeichen der Zeitung wurde. Zugleich war er auch Niederlande-Korrespondent der beiden Tageszeitungen The New York Times und Daily Telegraph. Im Oktober 1966 war Faas Mitunterzeichner einer kritischen Erklärung zu einem parteiinternen Papier der katholischen Partei KVP, die zu jener Zeit noch immer eng mit de Volkskrant verbunden war. In dieser Erklärung wurde eine weitergehendere Erneuerung der Partei eingefordert als diese im internen Papier vorgesehen war. Der im gleichen Monat erfolgte Rücktritt des Ministerpräsidenten Jo Cals, der durch die Ablehnung des Haushaltsplans durch seine eigene Fraktion verursacht worden war, erhöhte noch die Richtungsstreitigkeiten in der KVP. Faas, der sich exponiert für eine Öffnung der Partei zur Linken hin aussprach, gehörte damit zu dem Personenkreis, der die Gründung der KVP-Linksabspaltung PPR verursachte, der er schließlich auch beitrat. Die Parlamentsberichterstattung von de Volkskrant wurde von da an berüchtigt für eine starke PPR-Lastigkeit, im Jahr 1970 entschied sich Faas allerdings nicht nur aufgrund der Konflikte über diese Parteilichkeit für einen neuen Berufsabschnitt und nahm 1970 eine neue Funktion als Chef der Pressestelle der Europäischen Kommission in Den Haag an.
1980 wurde Faas, der seit einigen Jahren in seiner Eigenschaft als Mitglied des Beratungsrats wieder mit de Volkskrant verbunden war, erneut selbst zu einem zeitungsinternen Politikum, als er als Kandidat für die Nachfolge von Jan van der Pluijm als Chefredakteur aufgestellt wurde. Seine beiden Forderungen, eine stärkere Zusammenarbeit mit der Schwesterzeitung Trouw und ein stärkeres Gewicht der Redaktion in der Konzernleitung, führten jedoch, auch nachdem er erstere Forderung fallen gelassen hatte, zur Ablehnung seiner Kandidatur seitens der Auswahlkommission. 1986 erschien mit dem Buch „Termieten & muskieten. Vernieuwing en vernieling in de Nederlandse politiek“ ein Rückblick Faas' auf das niederländische Politikgeschehen. Nach seiner Pensionierung war er noch für kurze Zeit für die Rundfunkanstalt VARA tätig.

## Verwendete Literatur
- Piet Hagen: Journalisten in Nederland. Een Persgeschiedenis in portretten. Uitgeverij De Arbeiderspers, Amsterdam / Antwerpen 2002. ISBN 90-295-2222-4.

Henri Faas im Kontext von de Volkskrant:
- Joan Hemels: De emancipatie van een dagblad. Geschiedenis van de Volkskrant. Ambo, Baarn 1981. ISBN 90-263-0537-0.
- Frank de Vree: De metamorfose van een dagblad. Een journalistieke geschiedenis van de Volkskrant. Meulenhoff, Amsterdam 1996. ISBN 90-290-5379-8.

## Werke
(alle Bücher erschienen unter dem Namen Henry Faas)
- God, Nederland en de franje. Necrologie van het Nederlandse partijwezen, A.W. Bruna (Utrecht & Antwerpen), 1967.
- Het rode boekje van wandelganger. Lessen in de-maocratie, Bruna & Zoon (Utrecht) 1968.
- Termieten & muskieten. Vernieuwing en vernieling in de Nederlandse politiek, Sijthoff (Amsterdam), 1986.